# Nikola Ilić
Nikola Ilić (in serbo Никола Илић?; Ub, 26 febbraio 1985 – Ub, 7 dicembre 2012) è stato un cestista serbo.

## Palmarès

### Squadra
- Campionato rumeno: 1

Asesoft Ploiești: 2009-10

### Individuale
- KLS MVP: 1

Borac Čačak: 2007-08